# Jackson (Maine)
Jackson è un comune degli Stati Uniti d'America, situato nello Stato del Maine, nella contea di Waldo.
Qua nacque il biblista Ezra Abbot.